# Insieme chiuso

I punti del piano cartesiano che soddisfano la relazione formano una circonferenza qui disegnata in blu avente il centro nell'origine degli assi cartesiani e raggio. I punti tali che sono disegnati in rosso. L'unione dei punti disegnati in rosso e di quelli in blu è un insieme chiuso, mentre la sola parte disegnata in rosso forma un insieme aperto.

In topologia, un insieme chiuso è un sottoinsieme di uno spazio topologico tale che il suo complementare è aperto, oppure, equivalentemente, un insieme è chiuso se contiene la sua frontiera. Intuitivamente se un insieme è chiuso vuol dire che il "bordo" dell'insieme appartiene all'insieme stesso.
Gli insiemi chiusi hanno quindi le seguenti proprietà, "complementari" a quelle degli insiemi aperti, valide in un qualsiasi spazio topologico {\displaystyle (X,{\mathcal {T}})}:
1. l'unione di un numero finito di chiusi è ancora un chiuso;
2. l'intersezione di una collezione arbitraria di chiusi è ancora un chiuso;
3. l'intero insieme {\displaystyle X} e l'insieme vuoto sono chiusi.

Si possono usare queste proprietà come assiomi per definire una topologia su {\displaystyle X} a partire dai chiusi, che coincide con quella generata nel modo usuale dalla famiglia {\displaystyle {\mathcal {T}}} degli aperti complementari.

## Esempi
Sono insiemi chiusi della retta reale con l'usuale topologia indotta dalla metrica euclidea i seguenti sottoinsiemi:
- i sottoinsiemi contenenti un solo elemento;
- gli intervalli {\displaystyle [a,b]}, con {\displaystyle a} e {\displaystyle b} numeri reali finiti;
- gli intervalli {\displaystyle [a,+\infty )} e {\displaystyle (-\infty ,b]}, con {\displaystyle a} e {\displaystyle b} numeri reali finiti;
- i sottoinsiemi dei numeri naturali e dei numeri interi;
- l'insieme di Cantor.

Non sono insiemi chiusi della retta reale con l'usuale topologia indotta dalla metrica euclidea i seguenti sottoinsiemi:
- gli intervalli {\displaystyle [a,b)} e {\displaystyle (a,b]}, con {\displaystyle a} e {\displaystyle b} numeri reali finiti;
- il sottoinsieme dei numeri razionali.

Altri esempi di insiemi chiusi sono:
- un qualsiasi sottospazio vettoriale dello spazio euclideo;
- un cerchio (circonferenza inclusa) nel piano, una sfera (con la sua superficie) nello spazio e più in generale un'ipersfera (con il suo bordo) in uno spazio euclideo a {\displaystyle n} dimensioni. Più in generale l'insieme {\displaystyle S=\{x\in X:d(x,O)\leq R\}}

dove {\displaystyle O} è un punto dello spazio ed {\displaystyle R} un numero reale positivo, è un insieme chiuso dello spazio metrico {\displaystyle (X,d)} con topologia indotta dalla metrica {\displaystyle d}.

## Proprietà
- Un sottoinsieme chiuso di un insieme compatto è anch'esso compatto.
- Un sottoinsieme compatto in uno spazio di Hausdorff è chiuso.
- La frontiera di un qualunque insieme è chiusa.
- In uno spazio metrico (ad esempio quello euclideo), i punti sono chiusi.
- Uno spazio topologico è uno spazio T1 se e solo se tutti i suoi punti sono chiusi.
- La controimmagine di un chiuso attraverso una funzione continua tra due spazi topologici è chiusa.